# Baba de camello
La baba de camello (en portugués: baba de camelo) es un postre portugués, preparado con leche condensada y huevos (clara y yema separadas), generalmente adornado con almendras tostadas.
Un mito popular bastante extendido cuenta que este plato se originó a principios del siglo XX con una señora que tenía visitas inesperadas en casa pero que no tenía ingredientes, por lo que inventó una mousse con los ingredientes que tenía en su cocina, y la elección del particular nombre era simplemente para atraer la atención de los invitados o para evitar que lo probaran porque es muy bueno.